# Тенторий

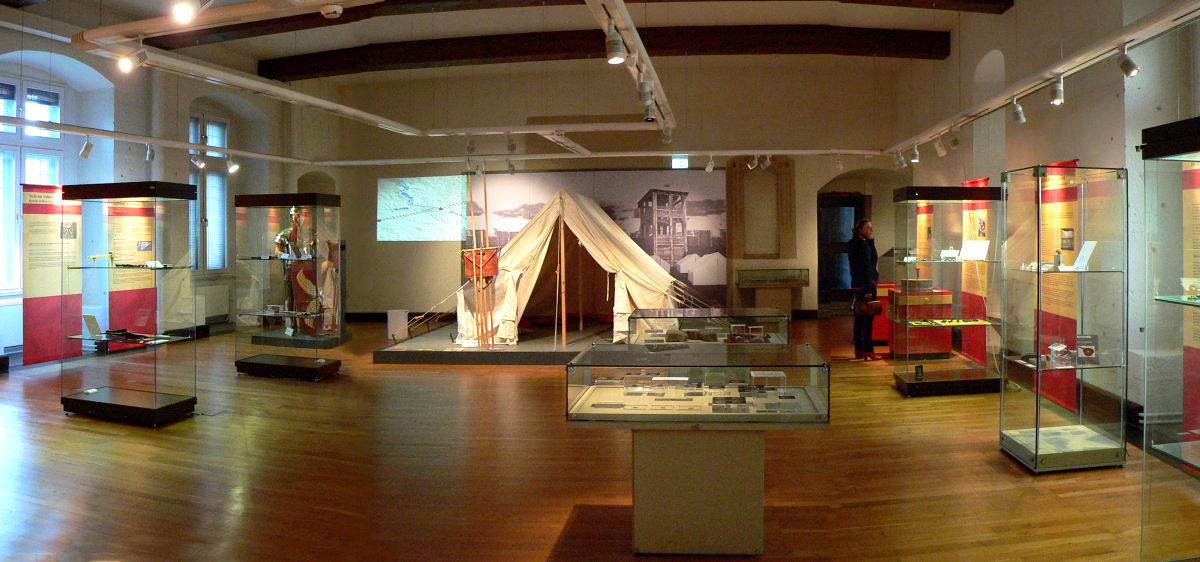
Реконструкция тентория в музее.

Тенторий (лат. tentorium) — походная палатка в армии Древнего Рима. Палатки эти были кожаные и прикреплялись верёвками к деревянным кольям. Палатки высших офицеров назывались не tentoria, a tabernacula. В каждой палатке помещалось по 10 человек; живших в одной палатке называли contubernales (от contubernium — общая палатка), а их надзиратель — деканом.

## Описание и использование
Тенторий представлял собой двухскатную палатку и состоял из четырёх прочных деревянных опор (по две с каждой стороны), вбитых в землю под углом друг к другу. Между двумя получавшимися деревянными конструкциями натягивалась пеньковая верёвка, поверх которой натягивалась кожа. Обычно использовалась козья кожа. Кожа прикреплялась к земле с помощью шатровых колышков (paxillus), вбитых в грунт, и таким образом дополнительно растягивалась. В разобранном виде все деревянные опоры и колышки заворачивались в кожаный верх палатки.
Тенторий был военной палаткой для простых солдат, легионеров. Им полагалось спать в такой палатке группами по восемь человек (так называемый «Contubernium»). У каждой группы был мул (mulus), который перевозил палатку.
Кроме тентория, в римских легионах использовалась также табернакула, палатка для офицеров.